# Battle Bugs
Battle Bugs ist ein Strategiespiel, das von Epyx entwickelt und 1994 von Sierra-Online für DOS herausgebracht wurde. Es lässt sich alleine gegen den Computer oder zu zweit über eine Tastatur gegeneinander spielen.

## Hintergrund
Zwei Insekten-Königreiche konkurrieren um die Nahrungsmittelvorräte. Das Spiel hat an die 50 Level, die aus einem Schlachtfeld bestehen, das aus Lebensmittelresten, verschütteten Getränken und manchmal auch Insektengift besteht. Bei jedem Level bekommt man eine festgelegte Gruppe aus unterschiedlichen Insekten zugeteilt.
Nach dem Bestehen einiger Levels bekommt man spezielle Orden von der Ameisenkönigin verliehen.

## Steuerung
Für jeden Level bekommt man ein festes Kontingent an Zeit zugeteilt, in der man die Aufgabe lösen kann (zum Beispiel die Eroberung einer vorgegebenen Zahl an Lebensmitteln durch das Setzen einer Fahne). Es gibt dabei zwei Modi: Bei angehaltener Uhr kann man den Insekten Anweisungen geben, wohin sie sich zu bewegen haben und für spezielle Insekten, was sie dort zu tun haben. Im Modus, in dem die Zeit läuft, kann man die Schlacht nur beobachten und durch stoppen der Zeit wieder in den Verlauf eingreifen.

## Die Insekten
Jedes Insekt hat seine Stärken und seine Schwächen. So ist die Kakerlake ein guter Verteidiger und immun gegen Gift, Asseln und Ameisen können Bomben werfen, die Motte kann die meisten anderen Insekten durch die Luft transportieren, der Stinkkäfer kann furzen, der Rhinozeroskäfer ist der beste Kämpfer und so weiter.

## Waffen
Abgesehen vom Kampf Insekt gegen Insekt stehen einem in beschränktem Umfang Waffen zur Verfügung. Steine lassen sich durch Wurf gegen einen einzelnen Gegner anwenden. Böller helfen schon gegen zwei oder mehr schwächere Gegner. Bomben sind die stärkste Waffe (mit Ausnahme gegen Asseln). Der Gestank von Limburger Käse verwirrt die Insekten, die sich in einem bestimmten Umkreis um den Käse befinden, so dass sie verlangsamt werden. Raketen helfen gegen fliegende Insekten.

## Sonstiges
Das Spiel verfügt über zahlreiche witzige Details. So ist ein Teil des Steuerungsfenster an den Game Boy angelehnt und wird mit Lame Toy bezeichnet. Ebenso haben beispielsweise die Ameisengeneräle Namen, die an bekannte historische Generäle angelehnt sind.